# 多大浦海水浴場駅
多大浦海水浴場駅（タデポヘスヨクチャンえき）は、大韓民国釜山広域市沙下区多大洞にある、釜山交通公社1号線の駅。駅番号は095。
同線の起点駅で、「没雲台」を副駅名とする。

## 駅構造
相対式ホーム2面2線を備えた地下駅。フルスクリーン型のホームドアが設置されている。改札内で双方のホームを行き来できない。出口は4ヵ所ある。

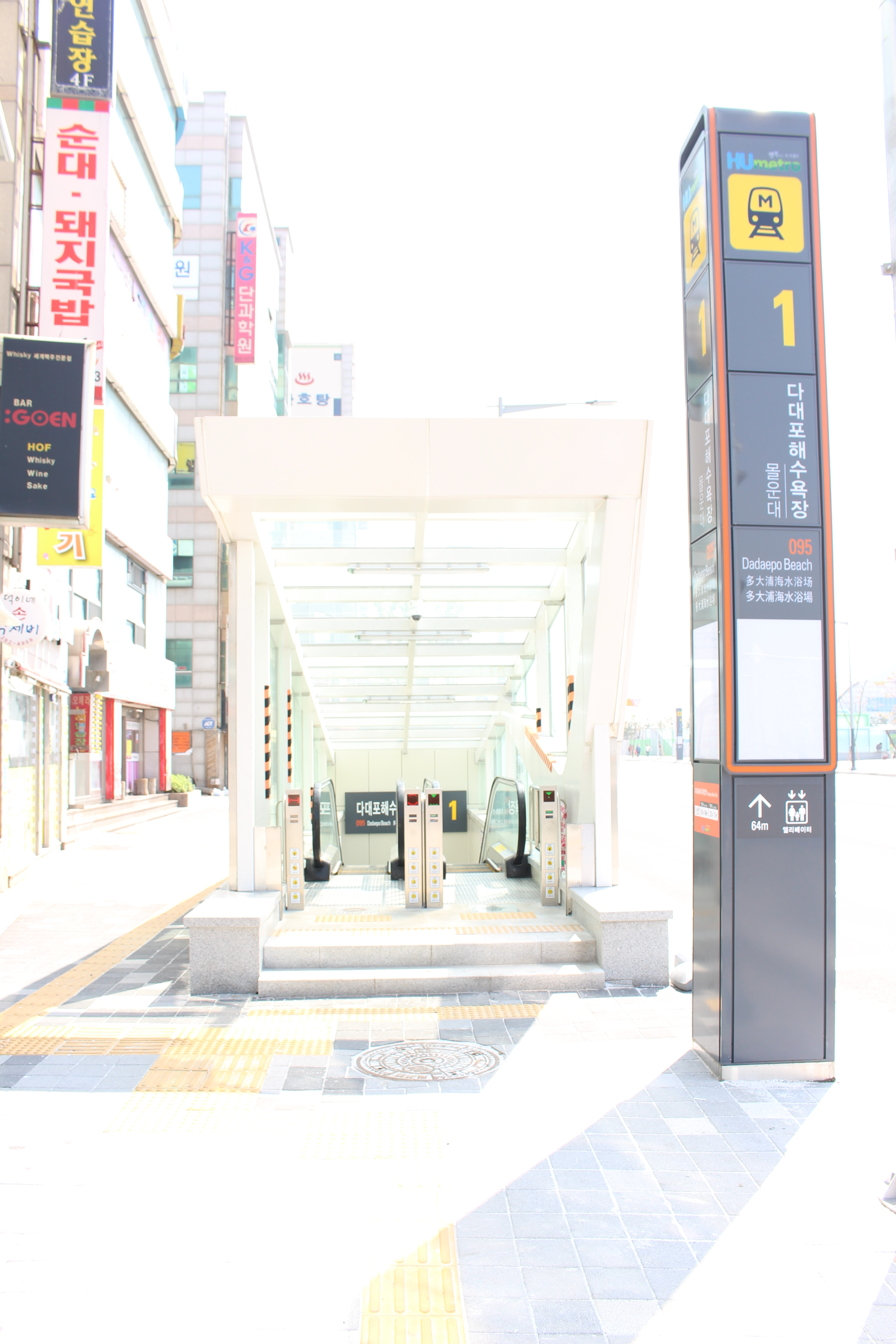
1番出入口（2017年4月）
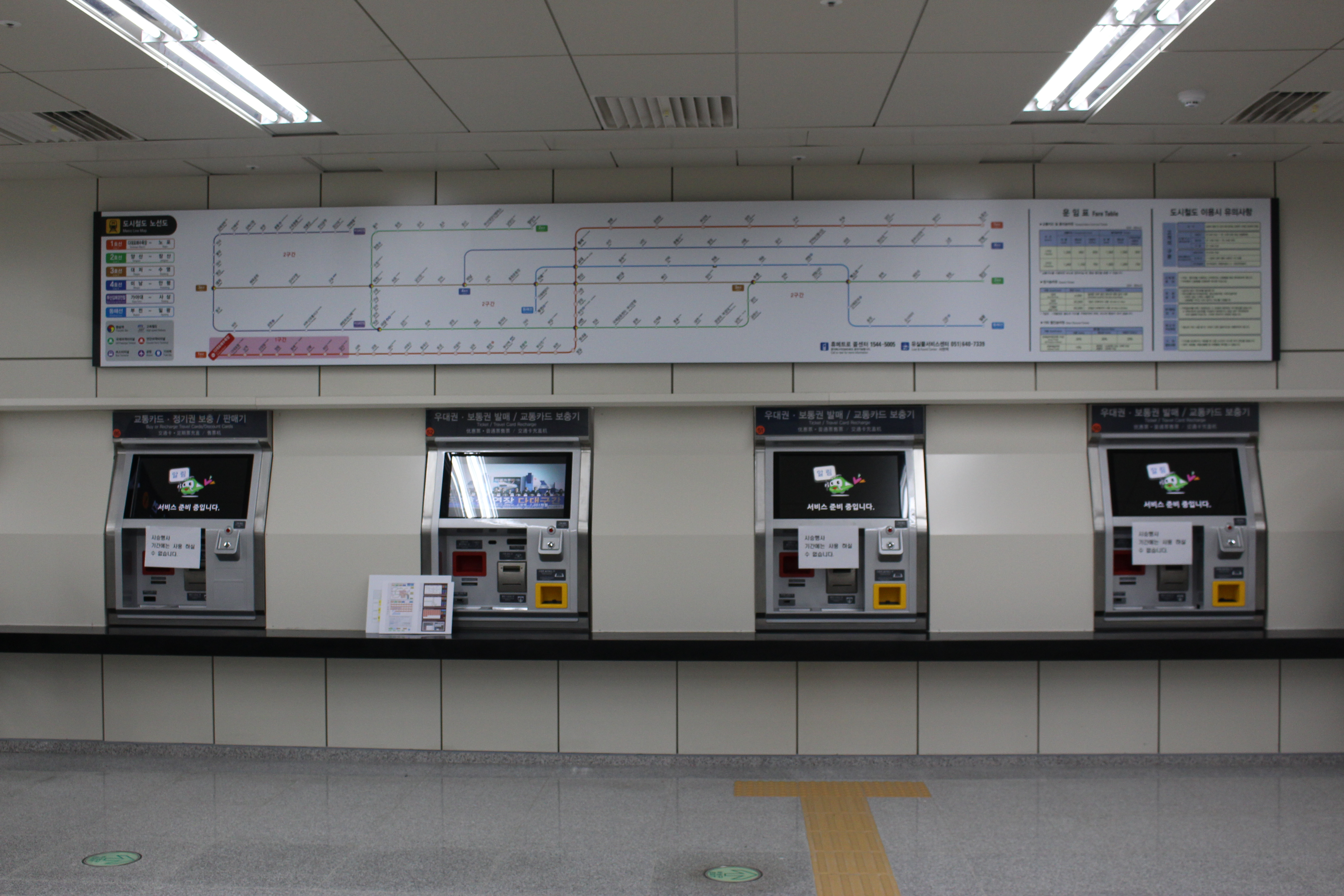
自動券売機
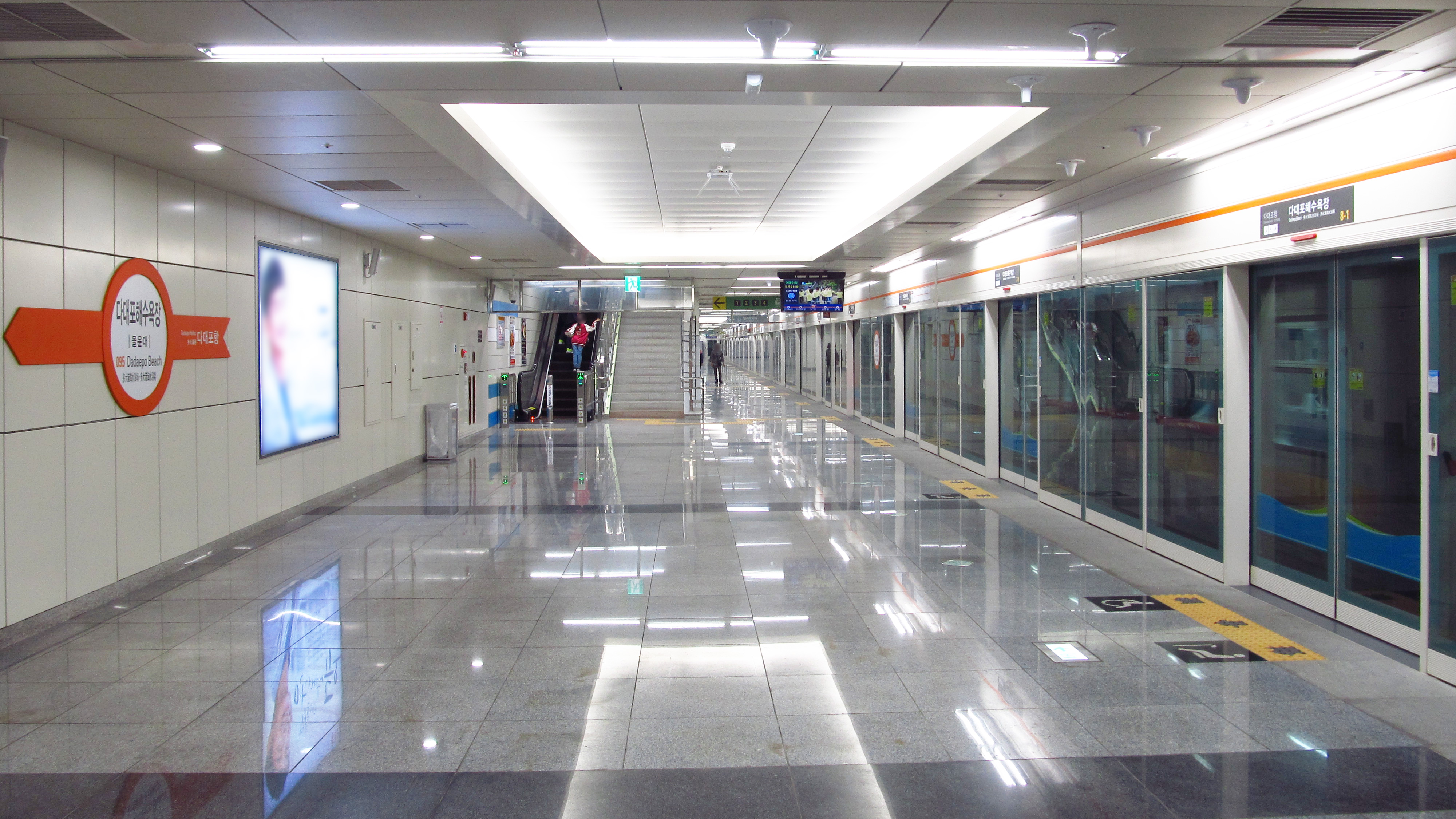
上りホーム（2018年4月）
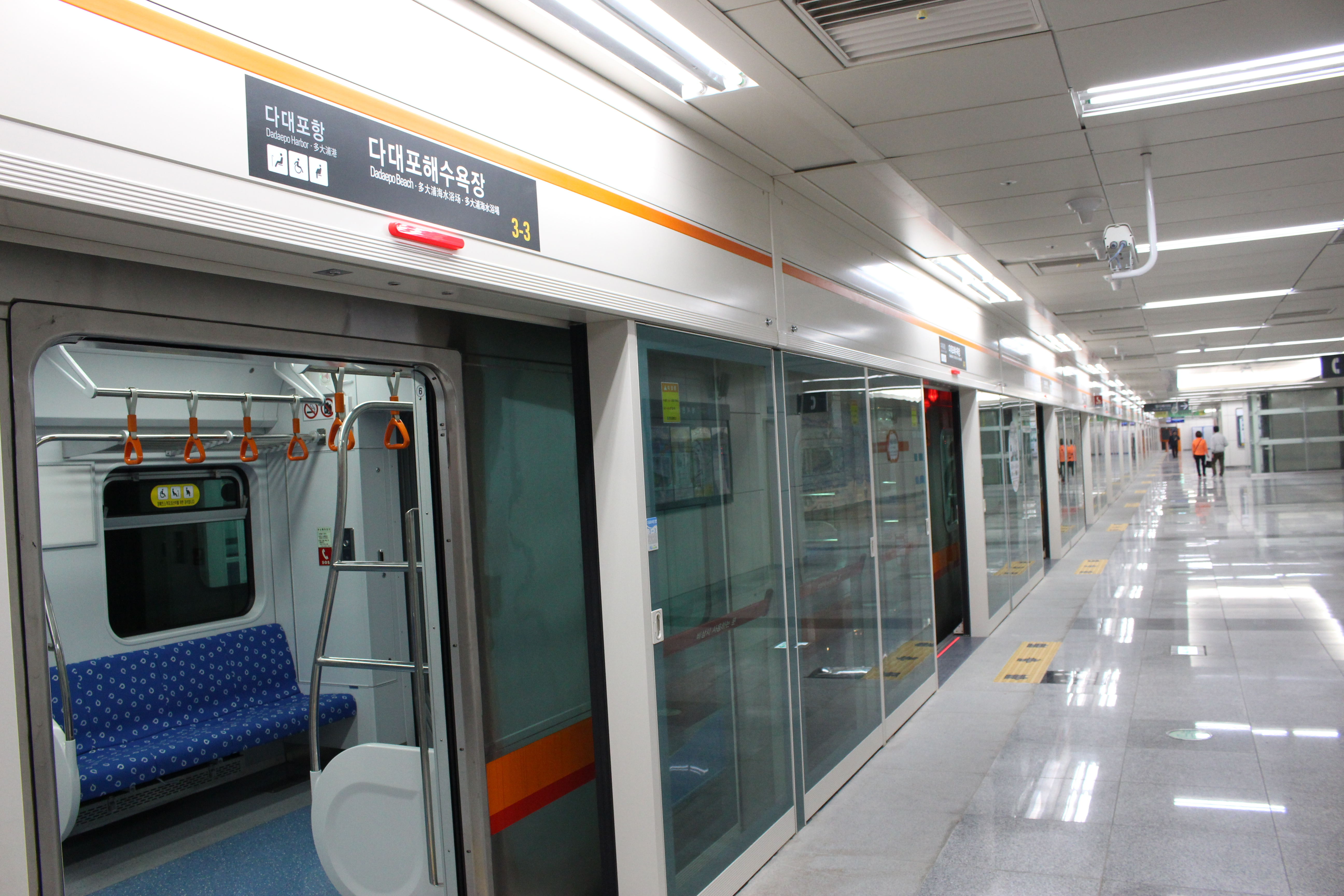
ホームドア
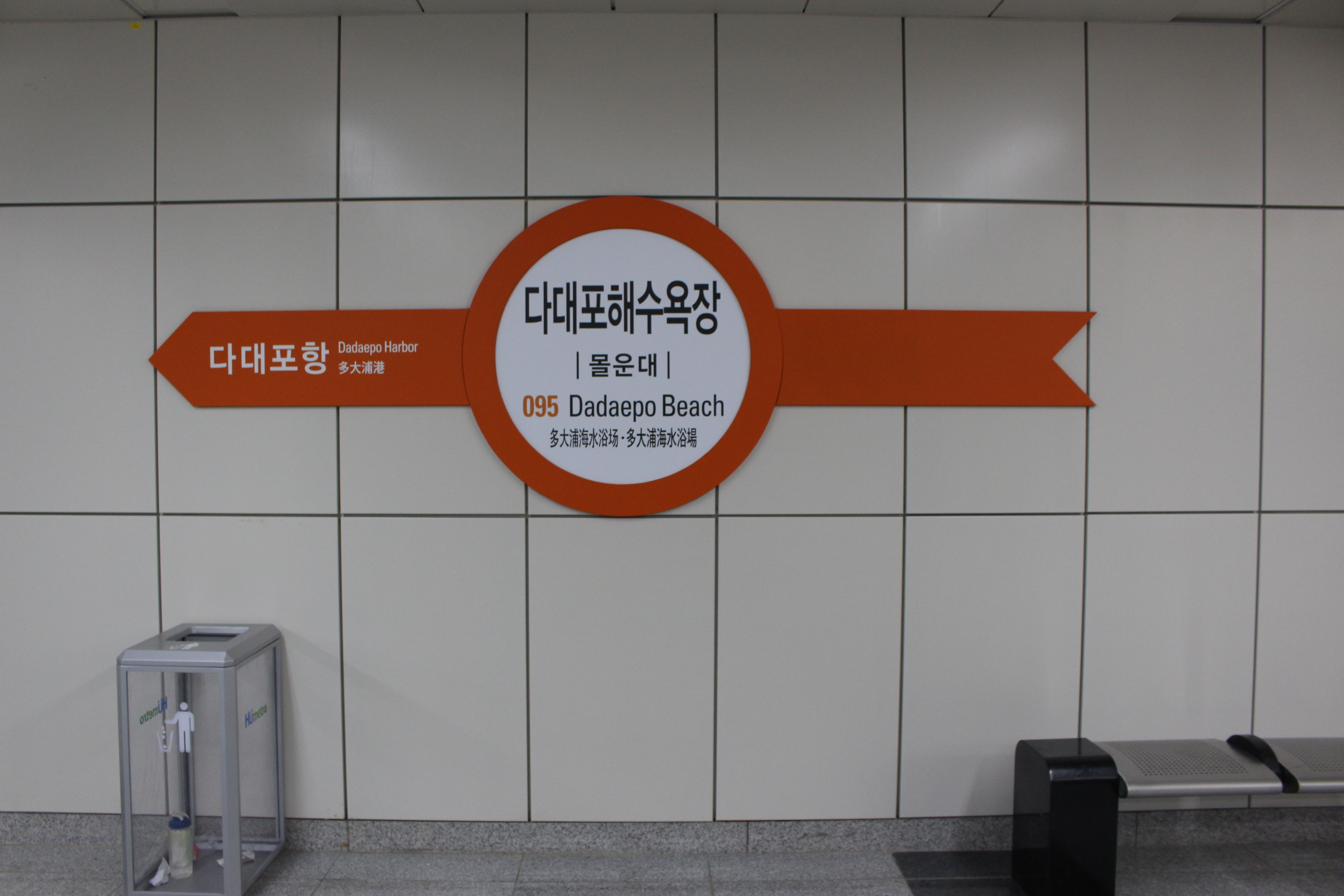
駅名標
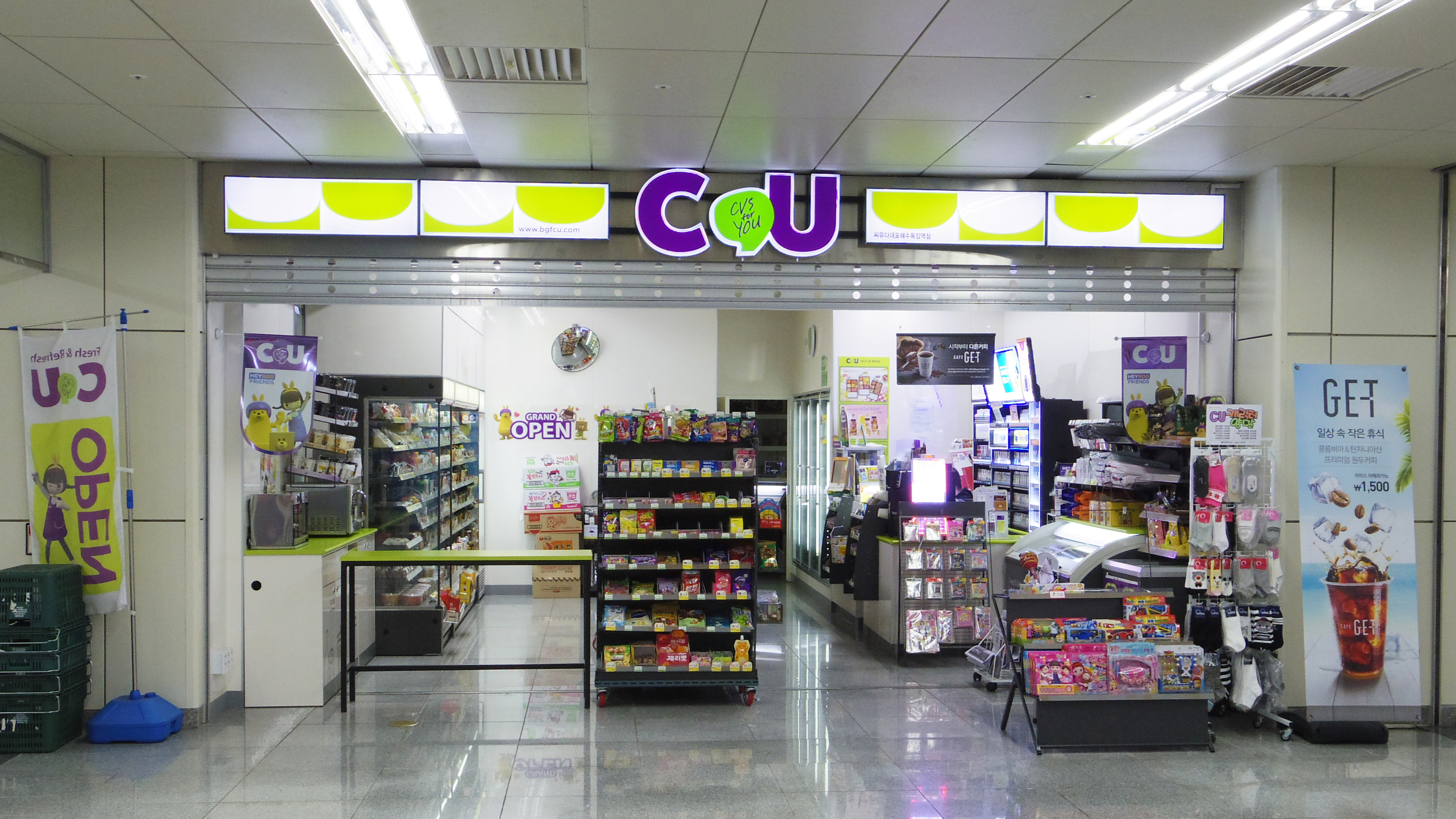
CU多大浦海水浴場駅店（2018年4月）

### のりば
| 上り | 1号線 | 降車専用 |
| 下り | 1号線 | 老圃方面 |

## 歴史
- 2017年4月20日 - 開業[1]。

## 駅周辺

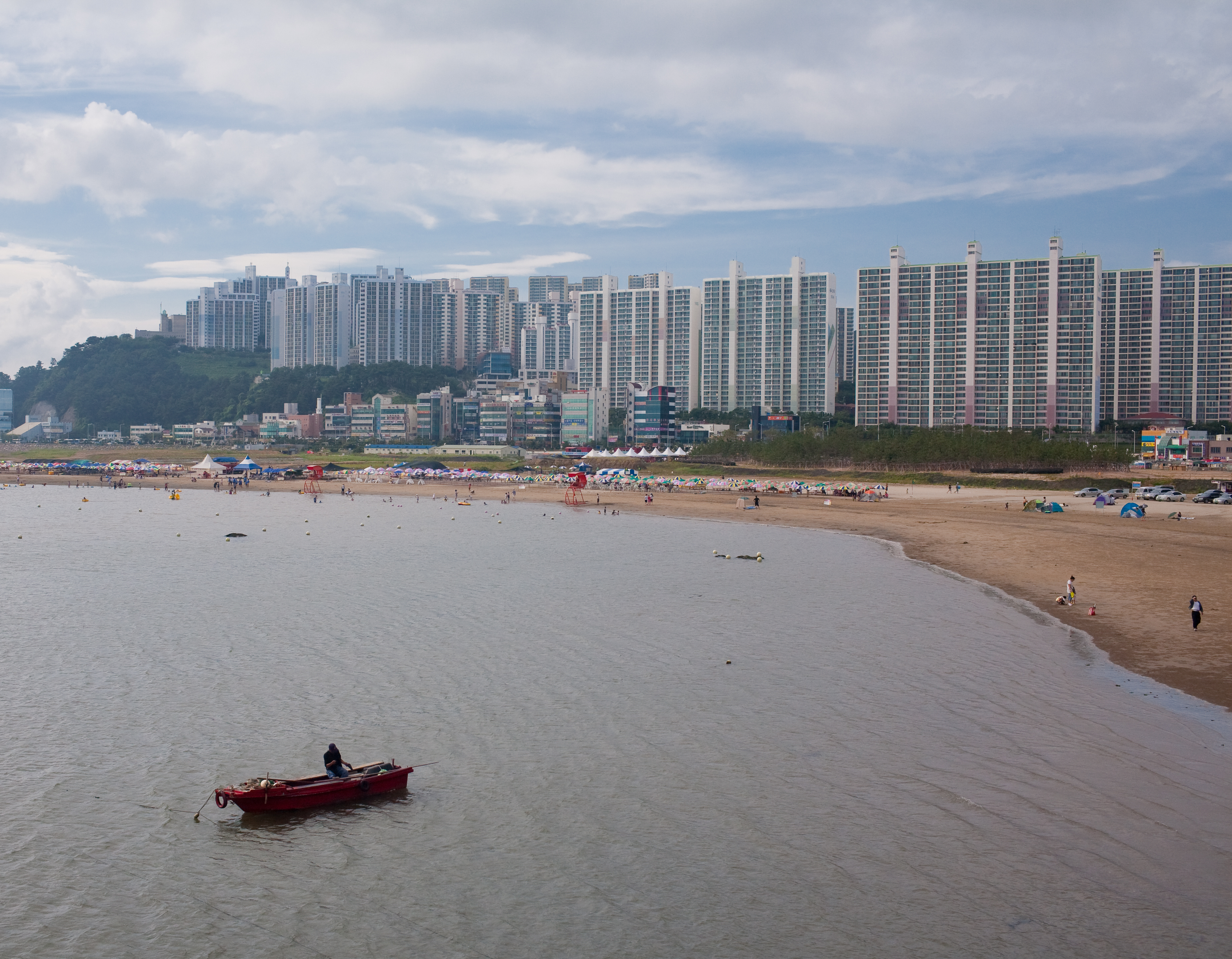
多大浦海水浴場
- 釜山環境公団多大事務所
- 沙下消防署多大119安全センター
- 重現初等学校
- 鷹峰初等学校
- 没雲台初等学校
- 多仙中学校
- 多大高等学校
- 多大1洞郵便局
- 没雲台聖堂
- 峨嵋山展望台
- 韓進重工業多大浦工場
- GS25多大ビーチ店
- スターバックス釜山多大浦店
- ロッテリア釜山多大浦店

- 多大浦海水浴場

## 隣の駅
釜山交通公社
 1号線
多大浦海水浴場駅 (095) - 多大浦港駅 (096)